# Vallirana
Vallirana – gmina w Hiszpanii, w prowincji Barcelona, w Katalonii, o powierzchni 23,81 km². W 2011 roku gmina liczyła 14 549 mieszkańców.